# Зубовська селищна адміністрація
Зу́бовська селищна адміністрація (каз. Зубов кенттік әкімдігі, рос. Зубовская поселковая администрация) — адміністративна одиниця у складі Алтайського району Східноказахстанської області Казахстану. Адміністративний центр — селище Зубовка.
Населення — 1474 особи (2021; 2318 у 2009, 2622 у 1999, 3127 у 1989).
Станом на 1989 рік існувала Зубовська селищна рада (смт Зубовка).